# Augustinianum (Zeitschrift)
Augustinianum ist eine akademische peer-reviewed-Zeitschrift. Sie wird von Antonio Gaytán OSA redigiert und vom Päpstlichen Patristischen Institut Augustinianum in Rom publiziert. Alle Artikel stehen online über das Philosophy Documentation Center zur Verfügung.

## Geschichte
Die Zeitschrift Augustinianum wurde 1961 begründet und war zunächst in der akademischen Welt vor allem für ihre Beiträge zur targumischen Literatur bekannt. Im Jahre 1970 begann sie sich zur Patrologie zu orientieren. Seit 1973, dem 1600. Jahrestag des Todes Athanasius des Großen († 373), widmet sie sich ausschließlich diesem Gebiet.
Die Zeitschrift publizierte seit ihrem Beginn über 3800 Artikel und Rezensionen zum Studium der Kirchenväter und der antiken christlichen Literatur.
Die letzten fünf Bände der Zeitschrift „Augustinianum“ 57 (2017) bis 61 (2021) veröffentlichten sechs Beiträge in französischer Sprache, dreißig auf Englisch, fünfzig auf Italienisch, elf auf Spanisch und zwei auf Deutsch. Darüber hinaus erschienen neunundfünfzig Rezensionen in verschiedenen Sprachen. Ohne auf jeden einzelnen Beitrag eingehen zu können, gliedern sich die Forschungsgegenstände in folgende thematische Gruppen: Philologie, Augustins Werke und Denken, kritische Editionen, Textkritik, Theologiegeschichte, Theologie der Kirchenväter, Patrologie des christlichen Ostens, Christliche Archäologie und Epigraphik.

## Zusammenfassung und Indizierung
Augustinianum wird mit kurzen Zusammenfassungen in L’Année philologique, ATLA Religion Database, FRANCIS, Index Religiosus, International Bibliography of Book Reviews of Scholarly Literature, International Bibliography of Periodical Literature, MLA International Bibliography, New Testament Abstracts, Periodicals Index Online (ProQuest), und PhilPapers indiziert.

## Belege
1. ↑  Augustinianum. Abgerufen am 17. August 2020.